# Creazionismo (poesia)
Il creazionismo (in spagnolo creacionismo) è un movimento estetico inserito nella cosiddetta avanguardia del primo terzo del XX secolo. La sua manifestazione più importante si produsse nella poesia lirica. Si basa sull'idea di una poesia come una cosa veramente nuova, creata dall'autore per il gusto di se stessa, non per lodare un'altra cosa, o per piacere al lettore, e nemmeno per essere compreso dal suo stesso autore.

## Creazione e diffusione
Iniziato a Parigi dal poeta cileno Vicente Huidobro e dal francese Pierre Reverdy, legato con le correnti avanguardiste e sperimentali europee dell'inizio del XX secolo, si inizia a diffondere in Francia a partire dal 1912 e poi in Spagna, introdotto dallo stesso Huidobro nel 1918. Il movimento ebbe fortuna tra alcuni dei poeti della Generazione del '27. Tra i suoi seguaci si trovano i poeti spagnoli Juan Larrea e Gerardo Diego.

## Ideologia
Il creazionismo vuole fare della poesia uno strumento di creazione assoluta: essa trova il suo significato in se stessa, ovviando alla funzione referenziale del linguaggio. In questo modo ciò che conta veramente non è più l'oggetto della poesia, ma la capacità del poeta di creare ed inventare nuovi metodi poetici: l'atto della creazione è la vera poesia.
Come spiega lo stesso Huidobro nel 1917 nel prologo del suo libro Horizon Carré, bisogna "creare una poesia come la natura crea un albero": il compito del poeta è quindi quello di inventare qualcosa di nuovo e mai esistito, se non nella testa dello scrittore.